# Trận Trọc Trạch
Trận Trọc Trạch (chữ Hán: 濁澤之戰, Hán Việt: Trọc Trạch chi chiến), là cuộc chiến tranh giành ngôi vua ở nước Ngụy thời Chiến Quốc trong lịch sử Trung Quốc, có sự tham gia của hai nước Triệu, Hàn.

## Nguyên nhân
Nước Ngụy được thành lập từ năm 403 TCN, trải qua hai đời là Ngụy Văn hầu và Ngụy Vũ hầu, thế lực hùng mạnh nhất ở Trung Nguyên. Năm 371 TCN, Ngụy Vũ hầu qua đời mà vẫn chưa lập người kế vị, làm bùng lên cuộc tranh giành quyền lực giữa hai công tử là Ngụy Oanh và Ngụy Hoãn. Ngụy Oanh chiếm giữ Thượng Đảng.
Ngụy Hoãn thất thế so với Ngụy Oanh, đến tháng 7 năm 371 TCN, bèn bỏ trốn sang Hàm Đan, cầu cứu nước Triệu. Triệu Thành hầu đồng ý giúp quân. Đến năm 369 TCN, đại phu nước Ngụy là Công Tôn Kì (vốn cùng phe với Ngụy Hoãn) và đại phu nước Tống là Kinh Do sang nước Hàn, nói với Hàn Ý hầu rằng Ngụy Oanh hiện giữ Thượng Đảng, tuy có vương thất ủng hộ nhưng chỉ nắm được nửa nước Ngụy, và khuyên vua Hàn nhân tình hình rối loạn hãy hợp sức đánh Ngụy, giết Ngụy Oanh để lập Ngụy Hoãn làm vua.

## Diễn biến
Hàn Ý hầu vui mừng, liền cùng Triệu Thành hầu hợp binh đánh Ngụy Oanh. Hai vua đích thân dẫn quân tiến vào lãnh thổ nước Ngụy, tiến đến gần kinh đô của Ngụy là An Ấp. Ngụy Oanh đem quân chống cự, gặp liên quân Triệu-Hàn ở Trọc Trạch. Cuộc chiến Trọc Trạch bắt đầu.
Trước sức mạnh của liên quân, Ngụy Oanh bị đánh bại, phải lui về An Ấp. Quân Triệu-Hàn đuổi theo, bao vây An Ấp.
Trước thắng lợi cận kề, Triệu Thành hầu và Hàn Ý hầu bàn nhau việc nước Ngụy. Triệu Thành hầu đề nghị đem quân đánh giết Ngụy Oanh lập Ngụy Hoãn và bắt Ngụy cắt đất mới lui binh. Tuy nhiên Hàn Ý hầu lại không đồng ý, cho rằng giết Ngụy Oanh sẽ bị đàm tiếu là tàn bạo, lấy đất của Ngụy sẽ mang tiếng là tham lam, và đề nghị chia đôi nước Ngụy cho cả hai công tử cùng cai trị, vì nếu nước Ngụy bị chia, thế lực mỗi nước nhỏ còn lại sẽ không còn bằng được cả nước Tống hay nước Vệ, nên cả Triệu và Hàn đều sẽ tránh được nguy cơ xâm lấn của Ngụy.
Hai vua không thống nhất ý kiến với nhau, Hàn Ý hầu tức giận, rút quân về nước. Triệu Thành hầu thấy vậy, biết thế cô không chống lại được cũng phải rút lui. An Ấp được giải vây, Ngụy Oanh chớp lấy thời cơ phản công, giết Ngụy Hoãn, rồi tự lập làm vua, tức Ngụy Huệ vương.

## Nhận xét
Trận chiến Trọc Trạch tuy kết thúc với sự thắng lợi của liên quân Hàn-Triệu, song hai nước đều không đạt được mục đích ban đầu của mình. Nguỵ Oanh tuy thất bại, nhưng rốt cục lại giành được ngôi vua. Sử ký nhận xét về việc này như sau:
" Ngụy Huệ Vương sở dĩ thân không mất, nước không bị chia cắt, là vì hai nước kia mưu sự bất hòa. Nếu làm theo kế của một trong hai nước thì Ngụy đã bị phân chia. Nên mới nói: "Vua mất mà chưa lập thái tử, nước có thể bị phá."